# Greigit
Greigit je (dle Skinner a kol. 1964) Fe2+Fe 3+
2 S4, je krychlový minerál.

## Morfologie
Kuličky z prorostlých oktaedrů se zakřivenými ploškami o velikosti 0,3 mm a jemně zrnité agregáty podobné pyrhotinu, také jako ojedinělá zrnka.

## Fyzikální vlastnosti
Tvrdost 4–4,5, hustota 4,049, je silně magnetický.

## Optické vlastnosti
Barva za čerstva růžová, na vzduchu hnědne nebo přechází do barvy kovově modré, vryp černý, lesk kovový, neprůhledný.

## Naleziště

### Česko
- Lomnice (u Sokolova): jako černá zrnka a kostrovité krystaly 0,001–0,035 mm velké v jílovcích cyprisového souvrství;
- Mostecká pánev: jemnozrnné agregáty ve dvou 0,5 a 2 m mocných polohách v jílovcích svrchní části souvrství mostecké pánve

### Mexiko
- Zacatecas (stát): spolu s antimonitem a s pyritem, markazitem a karbonáty na ložisku

### USA
- Kalifornie: Kramer (Kern Co.) na borátovém ložisku v pliocenních jílovcích